# The Terminator: Original Soundtrack
The Terminator: Original Soundtrack (с англ. — «Терминатор: Оригинальный саундтрек») — альбом официальных саундтреков для фильма «Терминатор» 1984 года, написанных и исполненных вживую на синтезаторе композитором Брэдом Фиделем. 
Фидель описал музыкальный мотив, как историю о «механическом человеке и его сердцебиении».
Главная музыкальная тема звучит во вступительных титрах и, в разном темпе, во время показа определённых сцен, включая фортепианную версию во время любовной сцены и замедленную версию, когда Кайл Риз умирает на руках у Сары Коннор. Её музыкальный размер 13
16, сложившийся, когда Фидель экспериментировал с ритм-треком на своём музыкальном оборудовании — синтезаторах марки Prophet-10 и Oberheim. Первоначально Фидель предполагал, что размер будет более простым, например, 7
8, его палец торопился, когда он делал петлю; однако обнаружил, что ему нравится «судорожная пропульсивность» 13
16, и решил сохранить её даже не осознав количество ударов, поскольку не сделал никакую нотную запись.
Фидель написал музыку для сцены, когда Коннор и Риз спасаются из полицейского участка, посчитав что это было бы уместно для «героического момента». В свою очередь Джеймс Кэмерон отказался от этой темы, посчитав, что она потеряет интерес у публики. Композиция Factory Chase (рус. Погоня на заводе) включает электроскрипку, на которой играет Росс Левинсон. В то время как композиция Love Scene (рус. Любовная сцена) представляет собой более мягкую фортепианную версию основной темы, которая была описана как «горько-сладкая».
Альбом с саундтреками к фильму вышел в 1984 году и первые шесть композиций составляют партитуру «Терминатора». Вторая половина альбома исполняется различными артистами и описывается как синтезаторный и танцевальный поп-рок. Песни Tahnee Cain & Tryanglz содержат ритм-гитару тяжёлого рока. В композиции Pictures of You (рус. Твои фотографии) упор сделан на синтезаторе и отличается от хитов Джея Фергюсона. В свою очередь Intimacy (рус. Близость) описывается как «последняя новая волна и примитивное раннее техно».

## Выпуск
Изначально альбом был выпущен Enigma Records. За ним последовало переиздание компакт-диска и кассеты 1 июля 1991 года на лейбле DCC Compact Classics.
В 1994 году немецкая звукозаписывающая компания Edel SE & Co. KGaA лицензировала права на выпуск музыки Фиделя без песен из фильма. Фидель дал согласие на выпуск альбома, но попросить о присутствии в студии во время записи в качестве консультанта. Он заявил, что лейбл гарантировал ему «последнее слово и участие в итоговых миксах», что, однако, «не произошло» и заставило его почувствовать себя «по-настоящему преданным, поскольку это был мой труд». Обновлённое издание альбома, содержавшее лишь партитура Фиделя под названием The Definitive Edition (в некоторых случаях название было изменено на The Definite Edition) было выпущено Edel SE & Co. KGaA 22 августа 1995 года. Продолжительность этого издания составила 73-минуты и включало дополнительную аудиозапись Judgment Day Remix на Theme from The Terminator. Примечания к альбому содержали обширные аннотации для каждой композиции. В свою очередь Milan Records представила обновлённое издание 8 апреля 2016 года.

## Влияние
Автор рецензии на музыкальной базе AllMusic Брет Адамс похвалил музыку, назвав её «недооценённой изюминкой» фильма «Терминатора», назвав её «чудесной синтезаторной музыкой», также отметив, что вторая половина альбома с поп-песнями была «универсальной». В другой рецензии Адамс хвалил версию альбома «Definitive Edition», в которой была представлена вся музыка к фильму, и отмечал, что она «содержит одно из лучших, за последние десятилетие, музыкальных произведений для фильмов, с упором на научную фантастику».
Обозреватель Pitchfork Луи Паттисон поставил альбому 2016 года 8.5 из 10, назвав его одним из лучших новых переизданий. Кроме того, он высказал следующее мнение: «Однако, возможно, корень успеха Фиделя здесь заключается в том, что его партитура близка к ключевым мелодическим и ритмическим мотивам основной темы, переделывая и переделывая их, чтобы сохранить ощущение непрерывности повествования, даже когда им изменён звук и тон. От металлического марша «‘I’ll Be Back' – Police Station & Escape» до тоскующей фортепианной Love Scene — красной нитью проходят через всё, и когда заключительные титры возвещают холодный рассвет, Фидель воздерживается от искромётной или мягкой эмоциональной развязки».

## Содержание
| №                   | Название                                                            | Автор(ы)                                               | Длительность |
| ------------------- | ------------------------------------------------------------------- | ------------------------------------------------------ | ------------ |
| 1.                  | «The Terminator Theme»                                              | Brad Fiedel                                            | 4:30         |
| 2.                  | «Terminator Arrival»                                                | Fiedel                                                 | 3:00         |
| 3.                  | «Tunnel Chase»                                                      | Fiedel                                                 | 2:50         |
| 4.                  | «Love Scene»                                                        | Fiedel                                                 | 1:15         |
| 5.                  | «Future Remembered»                                                 | Fiedel                                                 | 2:40         |
| 6.                  | «Factory Chase»                                                     | Fiedel                                                 | 3:50         |
| 7.                  | «You Can't Do That» (performed by Tahnee Cain & Tryanglz)           | Ricky Phillips                                         | 3:25         |
| 8.                  | «Burnin' in the Third Degree» (performed by Tahnee Cain & Tryanglz) | T. Cain, Mugs Cain, Dave Amato, Brett Tuggle, Phillips | 3:38         |
| 9.                  | «Pictures of You» (performed by Jay Ferguson & 16mm)                | Jay Ferguson                                           | 3:58         |
| 10.                 | «Photoplay» (performed by Tahnee Cain & Tryanglz)                   | T. Cain, Pug Baker, Jonathan Cain                      | 3:30         |
| 11.                 | «Intimacy» (performed by Lin Van Hek)                               | Van Hek, Joe Dolce                                     | 3:40         |
| Общая длительность: | Общая длительность:                                                 | Общая длительность:                                    | 35:32        |

| №                   | Название                                                              | Автор(ы)            | Длительность |
| ------------------- | --------------------------------------------------------------------- | ------------------- | ------------ |
| 1.                  | «Theme from "The Terminator"»                                         | Fiedel              | 4:16         |
| 2.                  | «"The Terminator" Main Title»                                         | Fiedel              | 2:17         |
| 3.                  | «The Terminator's Arrival»                                            | Fiedel              | 4:57         |
| 4.                  | «Reese Chased»                                                        | Fiedel              | 3:50         |
| 5.                  | «Sarah on Her Motorbike»                                              | Fiedel              | 0:38         |
| 6.                  | «Gun Shop/Reese in Alley»                                             | Fiedel              | 1:30         |
| 7.                  | «Sarah in the Bar»                                                    | Fiedel              | 1:52         |
| 8.                  | «Tech Noir/Alley Chase»                                               | Fiedel              | 7:38         |
| 9.                  | «Garage Chase»                                                        | Fiedel              | 6:52         |
| 10.                 | «Arm & Eye Surgery»                                                   | Fiedel              | 3:19         |
| 11.                 | «Police Station/Escape from Police Station»                           | Fiedel              | 4:49         |
| 12.                 | «Future Flashback/Terminator Infiltration»                            | Fiedel              | 4:18         |
| 13.                 | «Conversation by the Window/Love Scene»                               | Fiedel              | 3:45         |
| 14.                 | «Tunnel Chase»                                                        | Fiedel              | 3:38         |
| 15.                 | «Death By Fire/Terminator Gets Up»                                    | Fiedel              | 3:13         |
| 16.                 | «Factory Chase»                                                       | Fiedel              | 3:57         |
| 17.                 | «Reese's Death/Terminator Sits Up/"You're Terminated!"»               | Fiedel              | 3:28         |
| 18.                 | «Sarah's Destiny/The Coming Storm»                                    | Fiedel              | 3:04         |
| 19.                 | «Theme from "The Terminator" (August 29th, 1997, Judgment Day Remix)» | Fiedel              | 4:44         |
| Общая длительность: | Общая длительность:                                                   | Общая длительность: | 72:05        |

| №   | Название                                             | Длительность |
| --- | ---------------------------------------------------- | ------------ |
| 1.  | «Main Title»                                         | 2:40         |
| 2.  | «Terminator Arrival/Reese Chased/Sarah on Motorbike» | 7:09         |
| 3.  | «Terminator Gets Guns/Search for Sarah»              | 1:13         |
| 4.  | «Reese Dreams of Future War»                         | 1:51         |
| 5.  | «Sarah Watches News/Tech Noir»                       | 1:23         |
| 6.  | «Matt & Ginger Killed/Sarah Calls Detectives»        | 7:55         |
| 7.  | «Reese & Sarah in Garage»                            | 4:34         |
| 8.  | «Arm & Eye Surgery»                                  | 3:45         |
| 9.  | «"I'll Be Back"/Police Station & Escape»             | 3:46         |
| 10. | «Future Flashback»                                   | 3:47         |
| 11. | «"Fuck You Asshole"»                                 | 1:09         |
| 12. | «Love Scene»                                         | 2:29         |
| 13. | «Tunnel Chase»                                       | 5:13         |
| 14. | «Death By Fire/Terminator Gets Up»                   | 2:36         |
| 15. | «Factory Chase»                                      | 3:57         |
| 16. | «End Credits: Final Suite»                           | 10:33        |
| 17. | «The Terminator Theme (Extended Version)»            | 4:20         |

## Исполнители
- Брэд Фидель — инструментация[англ.] и продюсирование.
- Росс Левисон — аудиоредактирование.
- Эмили Робертсон — аудиоредактор.
- Роберт Рендлес — музыкальное постпроизводство.
- Билл Уолфорд — цифровой аудиоредакция и ремиксовка.